# Hải Phòng

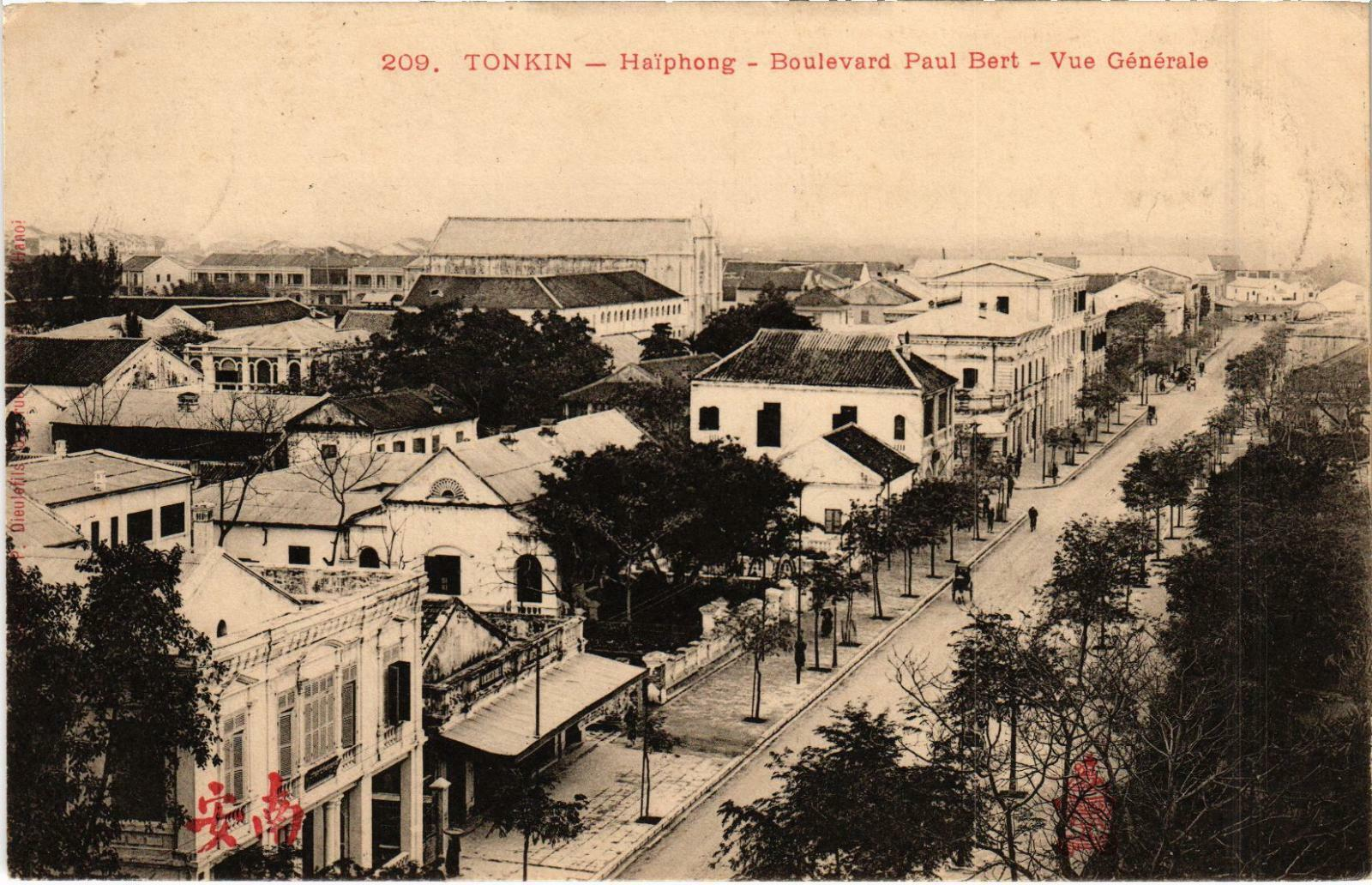
Een ansichtkaart van Haiphong tijdens de Franse koloniale periode

Hải Phòng (Vietnamees: Hải Phòng, Chinees: 海防) is een stad in het noordoosten van Vietnam aan de delta van de Rode Rivier, dicht bij de Golf van Tonkin. De stad werd  tot 1968 zwaar gebombardeerd door Amerikaanse troepen, en kwam opnieuw onder vuur in 1972 tijdens de Vietnamoorlog. Met een geschatte bevolking van 1.878.500 (2011) is het de derde stad van Vietnam.

## Bestuur
Hải Phòng is een Vietnamese stad (Vietnamees: Thành phố). Het ligt op hetzelfde niveau als een provincie.

### Districten
- Stadsdistricten (Quận): Hong Bang, Ngô Quyền, Đồ Sơn, Le Chan, Kien An en Hai An
- Landelijke districten (Huyện): Thuy Nguyen, An Duong, An Lao, Kien Thuy, Tien Lang, Vinh Bao, Cat Hai en Bach Long Vi

## Geografie
Hải Phòng ligt 20 km van de Golf van Tonkin waarmee het is verbonden via een smal kanaal, dat vaak moet worden uitgebaggerd om niet dicht te slibben.

## Economie
Hải Phòng is een van de belangrijkste havensteden van Vietnam en een van de grootste havens in Zuidoost-Azië. De voornaamste industrieën in de stad zijn scheepsbouw, cement, glas, porselein en textielwerken.

## Geschiedenis
Hải Phòng is al eeuwen een havenplaats en handelscentrum. In 1874 vestigden de Fransen hier een marinebasis die de belangrijkste zeebasis van de Unie van Indochina werd. Aan het begin van de Eerste Indochinese Oorlog (november 1946) werd Hải Phòng door Franse schepen gebombardeerd waarbij circa 6000 Vietnamezen omkwamen. Nadat Vietnam officieel in twee delen was gescheiden, was Haiphong de belangrijkste havenstad van Noord-Vietnam. Met Chinese en Russische steun werd de haven opnieuw opgebouwd; de dokken en scheepswerven werden hersteld en werden gemoderniseerd. De oude Franse cementinstallatie werd vergroot en vis-, chemische meststof- en textielindustrieën werden gevestigd. 
Tijdens de Vietnamoorlog werd Hải Phòng zwaar gebombardeerd door de Verenigde Staten; de scheepswerven en het industriële district van de stad werden opnieuw verwoest, de spoorwegaansluitingen met Hanoi werden verbroken en duizenden huizen werden vernietigd. 
De wederopbouw na de oorlog ging gepaard met een grote modernisering van de stad. Medio jaren negentig werd er een staalfabriek gebouwd.

## Geboren in Hải Phòng
- Mai Trung Thứ (1906-1980), kunstschilder
- Eric Charden (1942-2012), Frans zanger
- Phan Thị Hà Thanh (1991), gymnast

## Stedenbanden
- Seattle (Verenigde Staten)
- Da Nang (Vietnam)
- Incheon (Zuid-Korea)
- Tianjin (China)
- Sint-Petersburg (Rusland)
- Vladivostok (Rusland)

## Fotogalerij

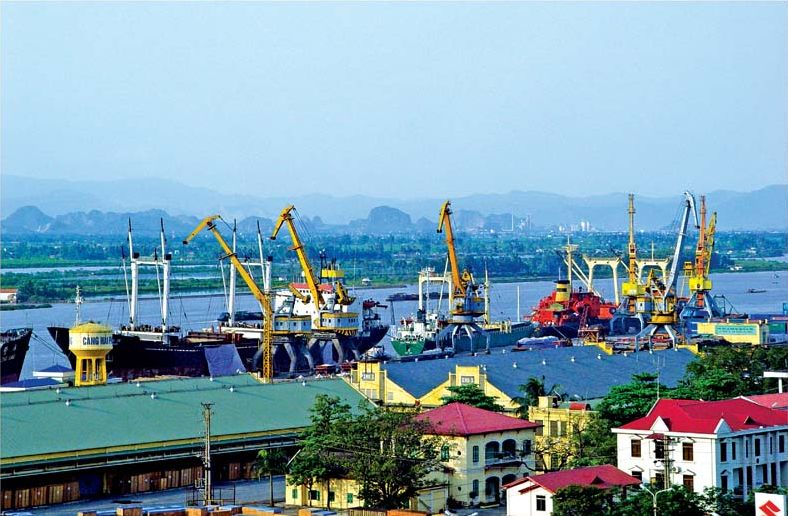
De haven van Haiphong
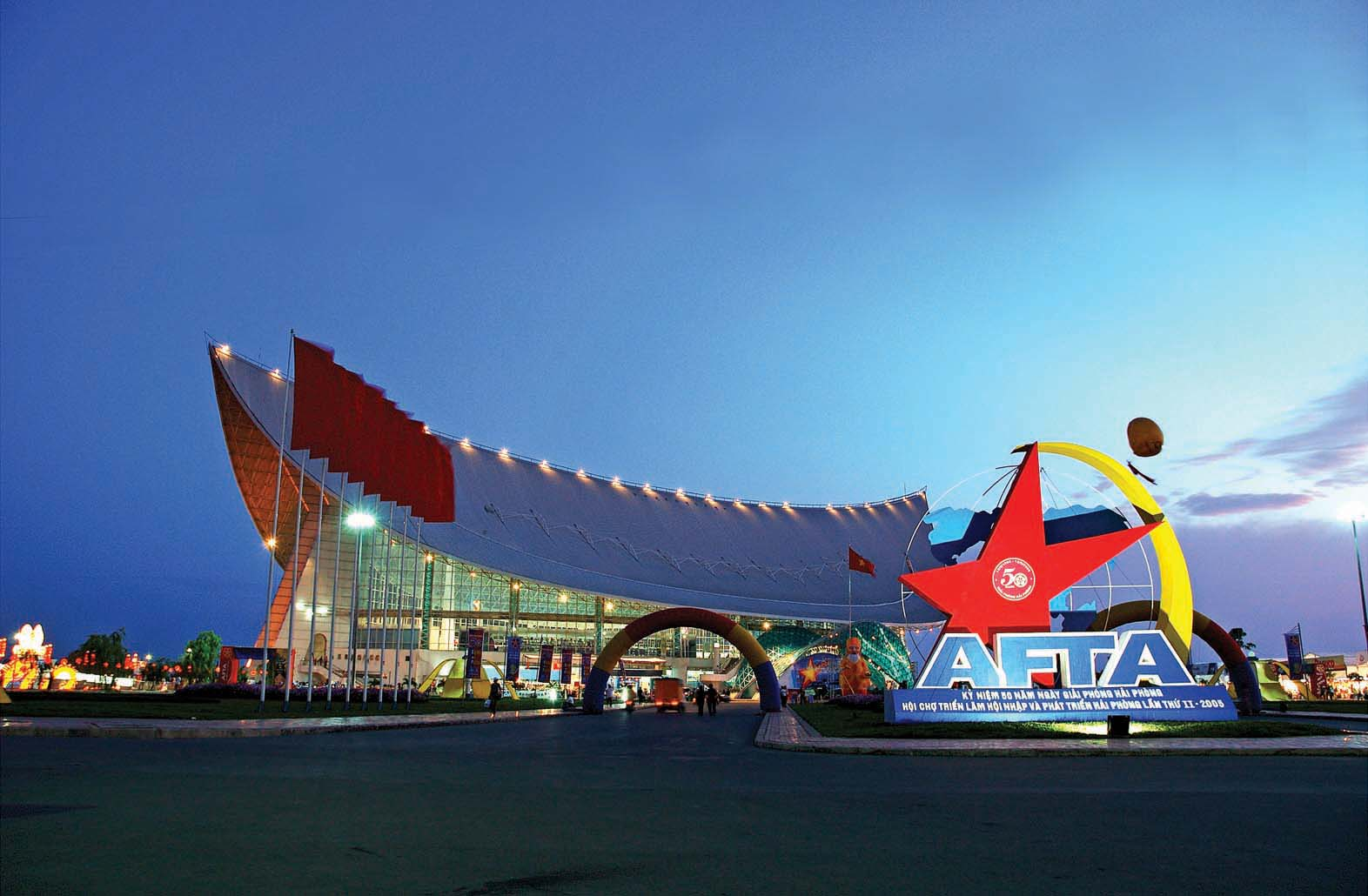
Hai Phong City International Exhibition Center
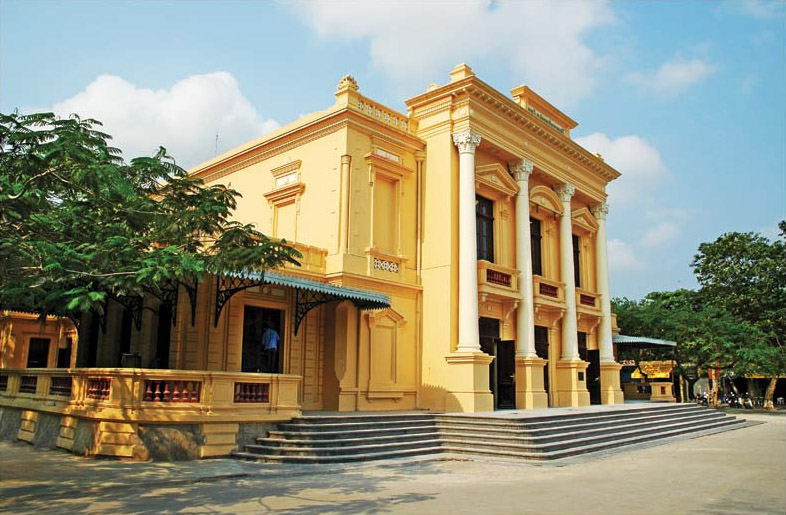
De opera van Haiphong
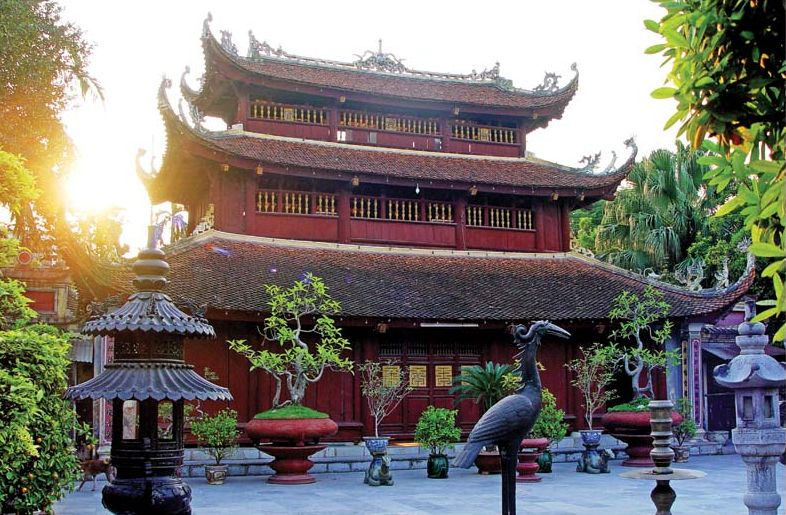
Een pagode in Haiphong
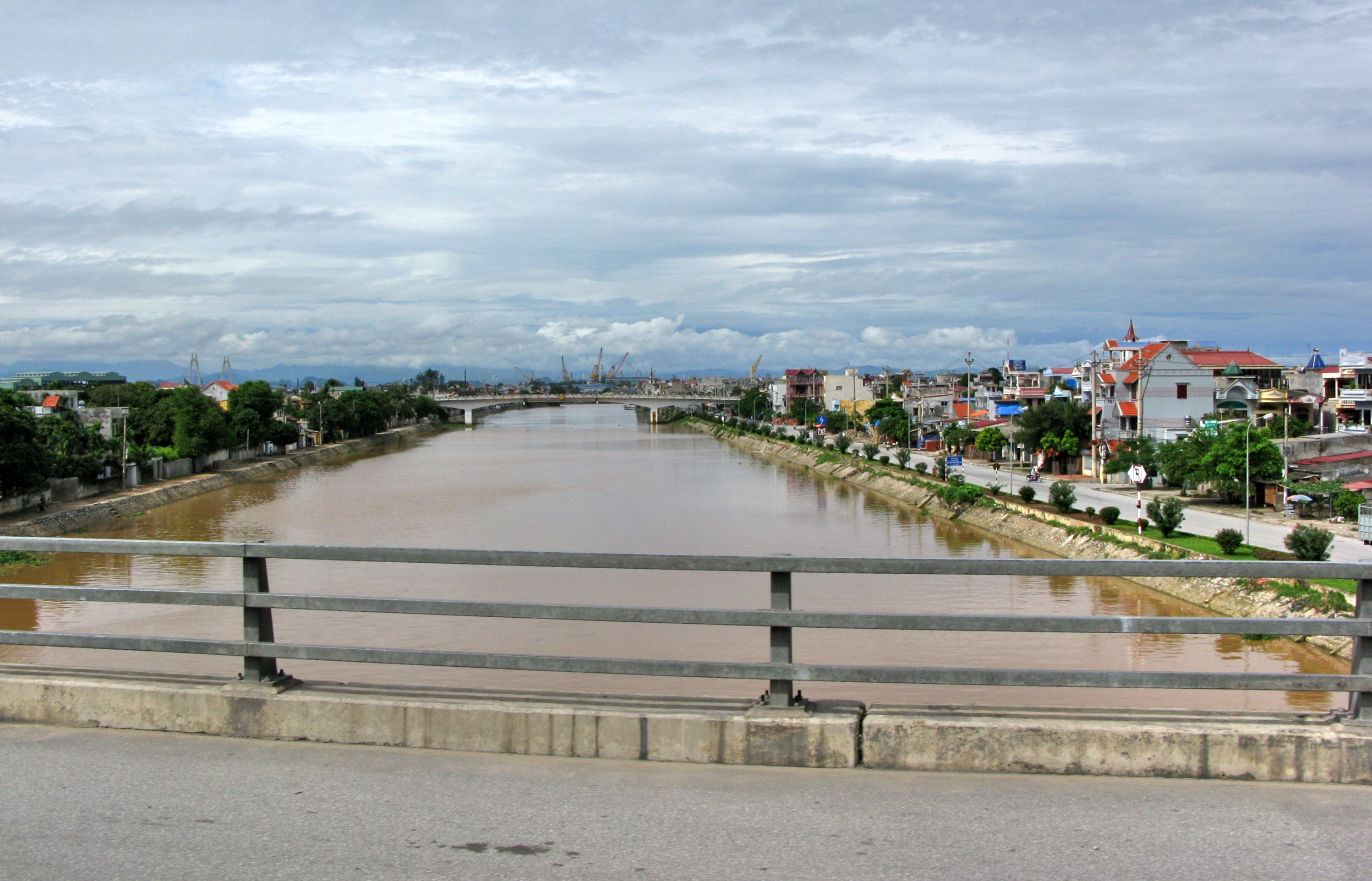
De Lạch Tray-rivier in Haiphong
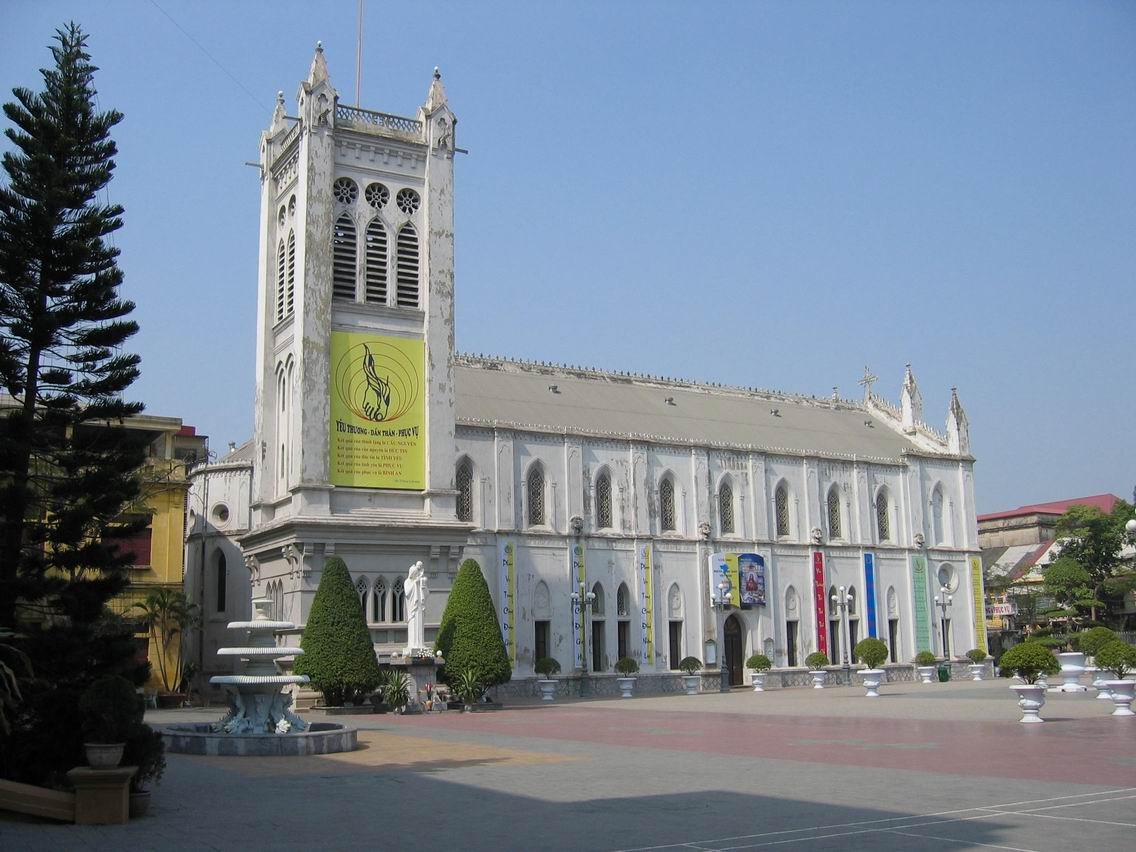
De kathedraal van Haiphong
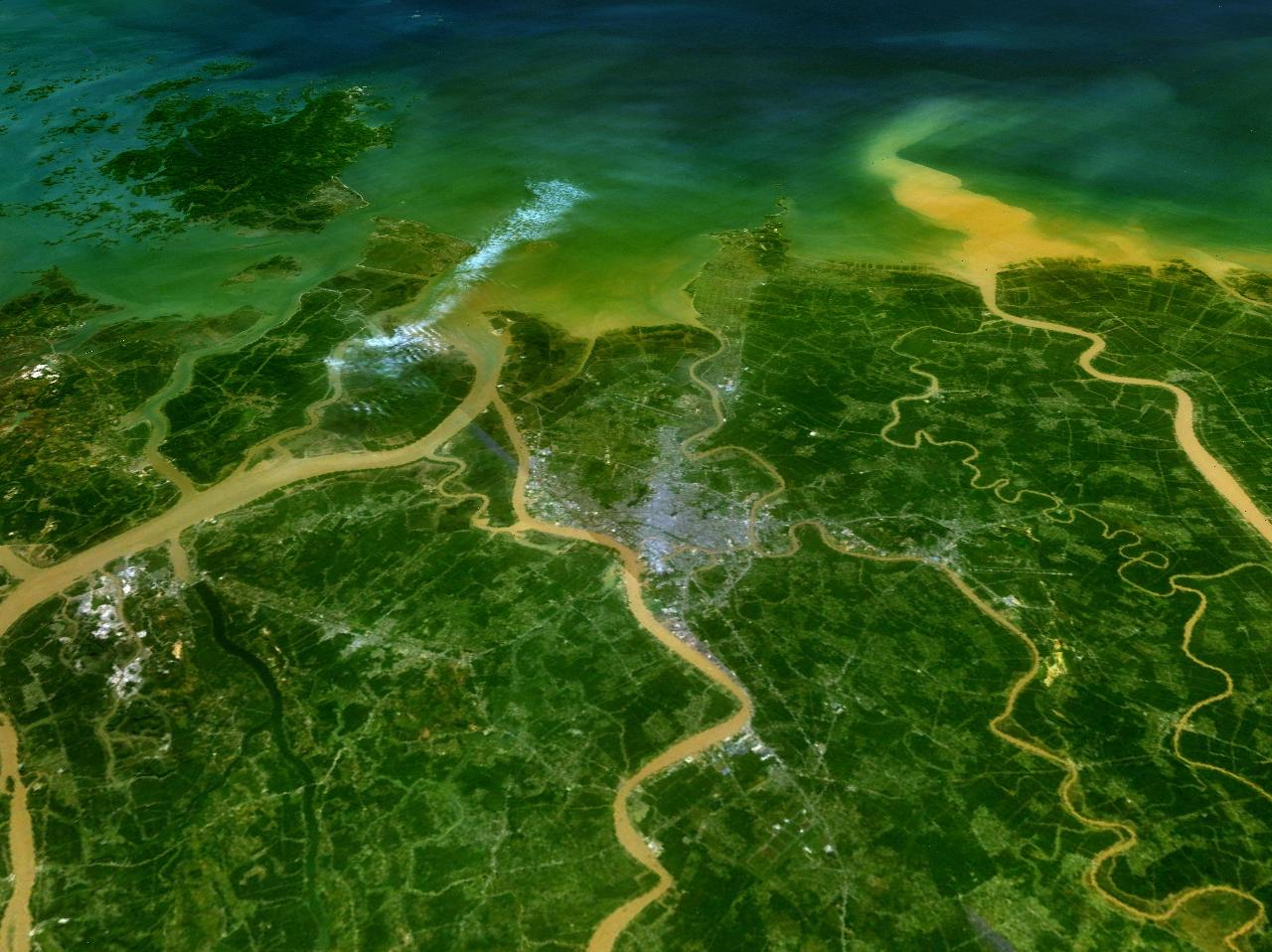
Satellietbeeld van Haiphong